# Vierduitstuk
Vierduitstuk of halve stuiver of plak was lang het Nederlandse geldstuk dat, op de cent en de halve cent na, de minste waarde had, namelijk 2½ cent. De naam 'vierduitstuk' geeft de historische waarde van de munt weer: een duit was een achtste stuiver waard. Ook het groot, een nog veel oudere munt, had dezelfde waarde; af en toe werd het vierduitstuk ook zo genoemd.

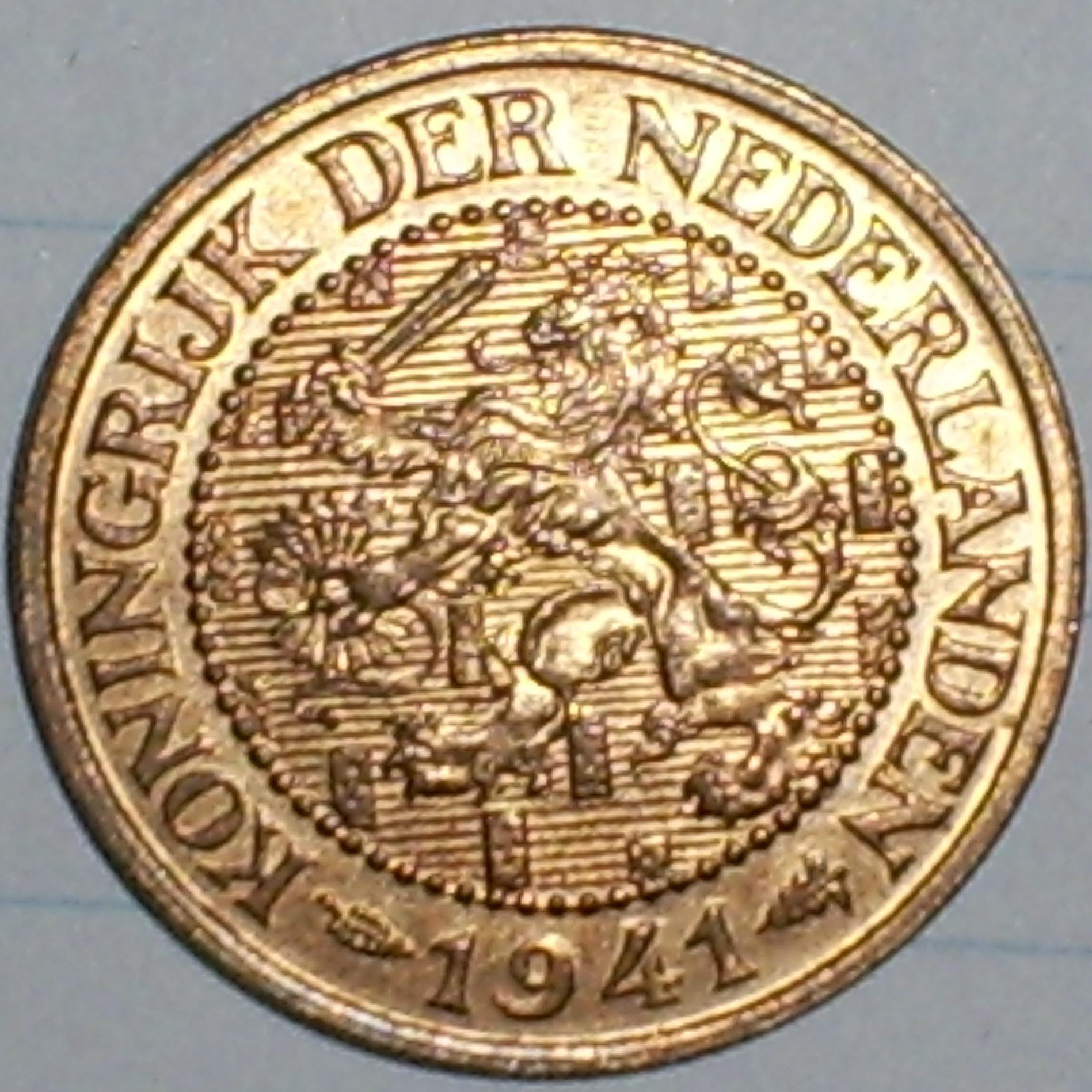
'Kop'zijde Nederlandse 2 1/2 cent, 1941.

## Nederland

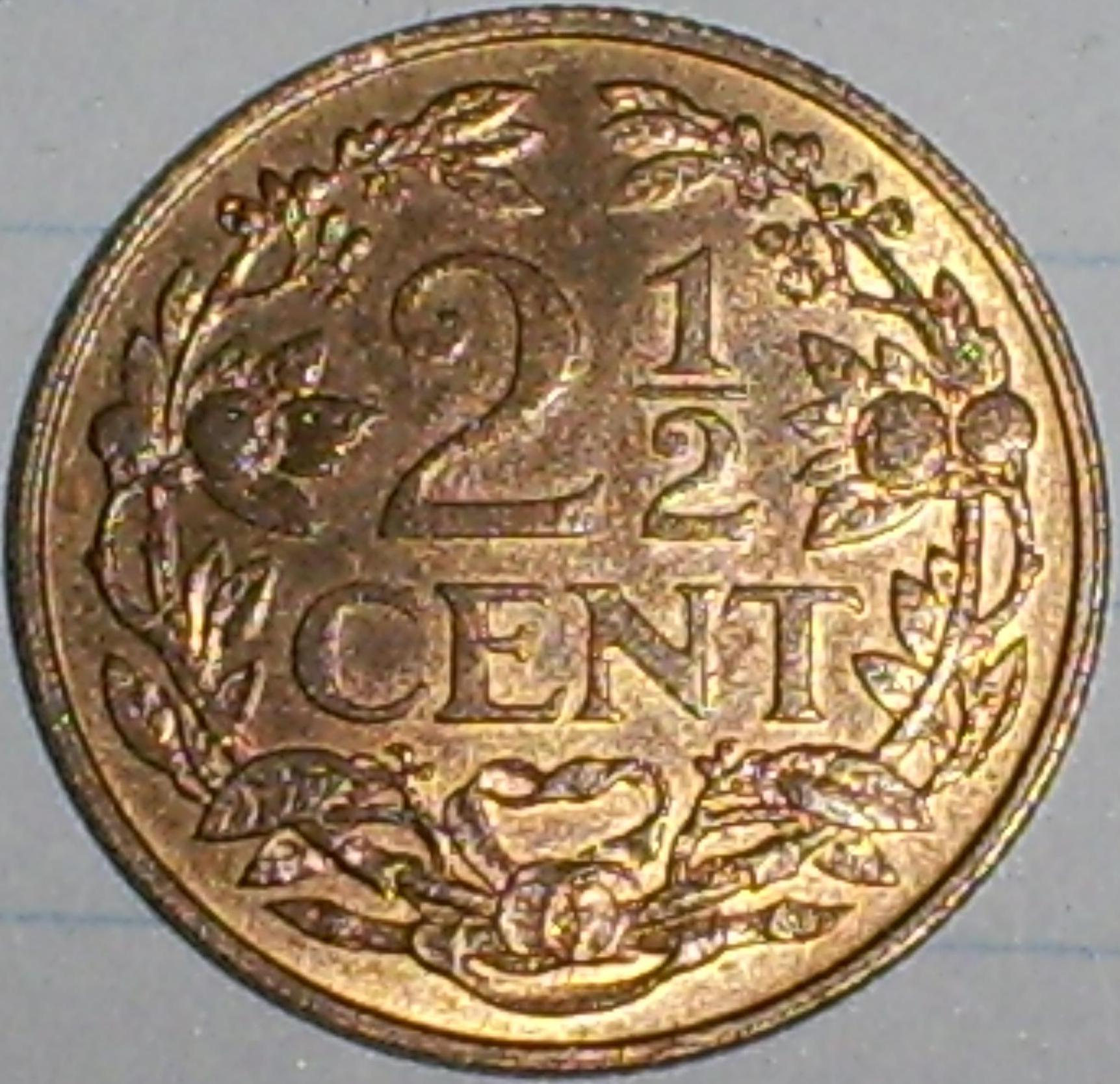
Muntzijde Nederlandse 2 1/2 cent, 1941.

Het werd plak genoemd omdat het lang het grootste bronzen geldstuk was. De duit dateert uit de tijd voordat in Nederland het decimale geldsysteem werd ingevoerd in 1816. In 1877 kwam de munt terug met als opschrift 2 1/2 cent. Gedurende de Tweede Wereldoorlog werd de munt ook wel een 'zinkstuk' genoemd omdat de bezetter het uit dit goedkopere metaal liet vervaardigen.
Omdat het geldstuk uit onedel metaal was vervaardigd toonde de halve stuiver nooit het portret van de regerend vorst. In plaats daarvan werd de Nederlandse leeuw op de munt geplaatst.
De munt werd voor het laatst in 1942 geslagen en was tot 1948 in Nederland een wettig betaalmiddel.

### Gebruik als gaspenning
Toen in Nederland de muntmeter voor gas zijn intrede deed kostte gas ongeveer 7 cent per m³. Per halve stuiver werd een derde m³ gas geleverd. Toen na de Eerste Wereldoorlog de prijs van gas flink steeg werden speciale gaspenningen ter grootte van een 2½ cents munt geslagen. Deze waren te koop voor de werkelijke prijs van een eenheid gas. Toch bleven mensen geldstukken inwerpen in plaats van gaspenningen. Er werd besloten de inwerpsleuf van de muntmeters te voorzien van een ronde pen en alle gaspenningen van een inkeping. In geval van (geld-)nood vijlde men een uitsparing in de rand van een munt zodat deze in de meter paste. Om deze reden vindt men regelmatig halve stuivers met een gevijlde uitsparing in de rand.

## Nederlandse Antillen
Tijdens de Tweede Wereldoorlog kregen de Nederlandse Antillen hun eigen munteenheid. In 1944 werd hun eerste 2 1/2 cent geslagen. In 1985 werd daarvan de laatste geslagen.

## Nederlands-Indië

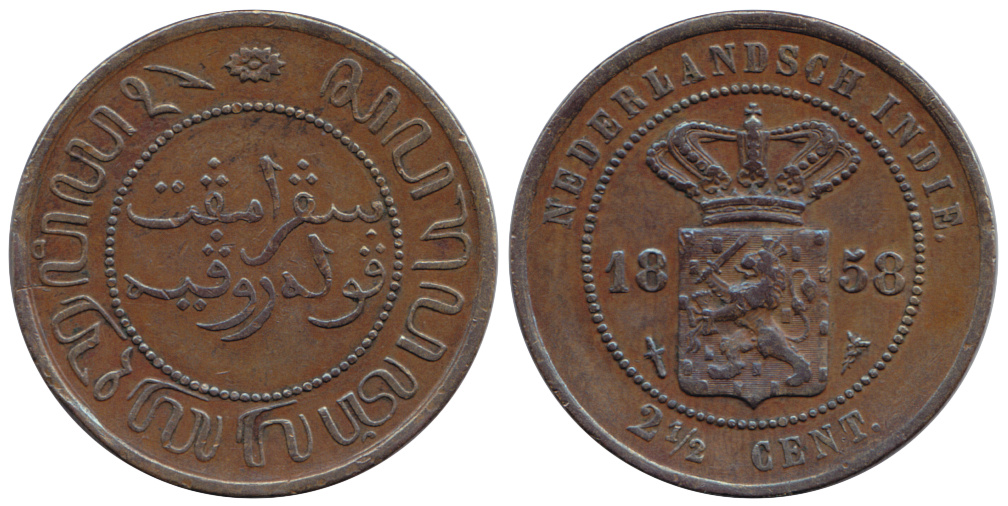
Een munt van 2½ cent uit Nederlands-Indië, 1858.

De 2 1/2 cent was de grootste, maar niet de waardevolste munt (dat was het kwartje) van Nederlands-Indië, waar de munt in het Maleis Gobang of Benggol werd genoemd. Hij verscheen voor het eerst in 1856 onder koning Willem III der Nederlanden. Hij verdween met de onafhankelijkheid van Indonesië in 1949.